# Rodrigo Valenzuela
Rodrigo Ignacio Valenzuela Avilés (ur. 22 listopada 1975 w Santiago) – chilijski piłkarz występujący na pozycji pomocnika.

## Kariera klubowa
Valenzuela karierę rozpoczynał w 1993 roku w zespole Unión Española. Jego barwy reprezentował przez 4 sezony. Na początku 1998 roku przeszedł do meksykańskiego Club América. Następnie grał w Lobos BUAP, a w 2001 roku wrócił do Uniónu Española. Jeszcze jednak w tym samym roku przeniósł się do Santiago Wanderers, z którym wywalczył mistrzostwo Chile.
Po tym sukcesie Valenzuela ponownie wyjechał do Meksyku, tym razem by grać w tamtejszym Club León. Potem występował w Club Atlas oraz Club América. Z tym drugim w sezonie 2004/2005 wywalczył mistrzostwo fazy Clausura Primera División de México.
Potem Valenzuela znowu występował w Uniónie Española. Grał także w meksykańskim CD Veracruz, a w 2006 roku wrócił do Chile, gdzie został graczem Universidadu Católica. W 2010 roku zdobył z nim mistrzostwo Chile.

## Kariera reprezentacyjna
W reprezentacji Chile Valenzuela zadebiutował w 1998 roku. W 2001 roku znalazł się w drużynie na Copa América. Na tamtym turnieju, zakończonym przez Chile na ćwierćfinale, wystąpił w spotkaniach z Ekwadorem (4:1), Wenezuelą (1:0), Kolumbią (0:2) oraz Meksykiem (0:2).
W 2004 roku Valenzuela ponownie został powołany do kadry na Copa América. Zagrał na nim w 3 meczach: z Brazylią (0:1), Paragwajem (1:1) oraz Kostaryką (1:2), a Chile odpadło z turnieju po fazie grupowej.
W latach 1998–2005 w drużynie narodowej Valenzuela rozegrał łącznie 18 spotkań.